# Федь Анатолій Михайлович
Анато́лій Миха́йлович Федь (15 лютого 1935, с. Миколаївка, Костянтинівського району, Сталінської області — 3 жовтня 2020) — український вчений, доктор філософських наук, професор Слов'янського державного педагогічного університету, член Наукового товариства ім. Шевченка, відмінник освіти України.

## Біографія
Народився 15 лютого 1935 року в с. Миколаївка Костянтинівського району Донецької області в сім'ї колгоспників.
Батько Федь Михайло Михайлович працював зоотехніком, мати Федь Наталія Єгорівна — дояркою. Брат Федь Микола Михайлович — після закінчення аспірантури при Академії суспільних наук при ЦК КПРС був направлений на посаду вченого секретаря Інституту літератури ім. Т.Шевченка АН України, потім повернувся до Москви, де після захисту докторської дисертації з літератури працював у видавництві «Наука», в Інституті літератури ім. М.Горького АН СРСР, в ряді інших видавництв та центральних газетах.
Сестра Яценко Олександра Михайлівна працювала на Часів-ярському заводі вогнетривких виробів, в спецшколі-інтернаті.
Після закінчення Миколаївської семирічки Федь А. М. вступив до одного з Харківських технікумів та був виключений як такий, що не надавав вчасно довідку про причину місячного пропуску занять. В 1953 році закінчив Старченковську державну однорічну сільськогосподарську школу (Володарський район Донецької області). Працював ветеринарним фельдшером у колгоспі «Червоний партизан» Костянтинівського району Донецької області. (Про цей період життя надруковані розлогі спогади А. М. Федя «Село в Радянській Україні» (Донеччина, 16 червня 2010 р.).
В 1954—1958 р.р. — навчання в Макіївському педагогічному училищі фізичного виховання. Працював після закінчення училища в Івано-Франківській області (с. Микуличин — біля Яремча смт Ізуполь — біля стародавнього Галича). Входив до збірної області з класичної (французької) боротьби. В 1961 році переїхав на батьківщину. Продовжував заочне навчання в Донецькому університеті за спеціальністю «російська мова та історія», працював тренером, вчителем фізкультури, вчителем історії, директором Клинівської восьмирічної школи, інструктором Артемівського райкому партії, директором школи № 9 м. Артемівська.
Федь Анатолій Михайлович закінчив Донецький державний університет, учителював у школах Артемівська і одночасно співпрацював з часописами «Донбас», «Прапор», «Радянська школа», «Радянське літературознавство», друкуючи статті з актуальних питань теорії та історії української літератури. З теорії літератури в 1973 році захистив кандидатську дисертацію. Історія цієї дисертації цікава. Підготував кандидатську дисертацію «Революційно-гуманістичний пафос сучасної української радянської прози (60-ті р.р.)»; науковий керівник — д.ф.н., професор Стебун І. І. тоді почав друкуватись в міськрайонній газеті «Вперед», (Артемівськ), перша публікація 1963 року — новела «Троянда». Актуальна й на сьогодні тема любові й багатства. В 60-х почалася плідна робота з журналом «Донбас». Був виключений з рядів КПРС («За зберігання і розповсюдження антирадянської літератури»), тому захист кандидатської не відбувся, аж поки до справи не долучився головний редактор газ. «Известия» Толкунов (саме в його редакції Федь А. М. взяв книгу «Що варто б знати» Юліана Мовчана, видану в Торонто (США)) та перший секретар ЦК КП України П. Ю. Шелест.
Глибоко зацікавлюється сучасними проблемами філософії, чому сприяла і робота у Слов'янському педагогічному інституті.
Анатолій Михайлович Федь приходить в естетичну науку саме тоді, коли закладалися основи некласичної естетики. Як наслідок глибокого дослідження проблем естетики, згодом виходять у світ його статті і книги, які демонструють нове спрямування науки — естетика на відстані простягнутої руки («Эстетика поведения и быта школьников», Київ, 1981, «Воспитание прекрасным», Москва, 1984). Особливої уваги заслуговує підготовлена московським видавництвом «Мысль» праця, яка згодом побачила світ у Донецьку, про естетику спілкування («И душа с душою говорит»). З проблем некласичної естетики захищена докторська дисертація у Московському державному університеті (1987), видано дві книги в Китаї та прочитано курс лекцій у Магдебурзькій вищій педагогічній школі.
Федь надрукував також художні книги: «Кентавр» (п'єса), «Тіні з минулого» (кіноповість) та два есеї — «Сто одна хвилина з Олесем Гончаром», «Нотатки на полях ненаписаного етюду».
Наукову діяльність вчений поєднує з лекційною роботою, керівництвом аспірантами і кафедрою естетики, історії та культури, членством у спеціалізованій раді з захисту кандидатських і докторських дисертацій (Східноукраїнський національний університет імені Володимира Даля).

## Основний творчий доробок
- Эстетика поведения и быта школьников. — К.: Рад. школа, 1981. — 143 с.
- Эстетическое воспитание на уроках по основам наук. — К.: Рад. школа, 1984. — 240 с.
- Воспитание прекрасным. — М.: Молодая гвардия, 1984. — 198 с.
- И душа с душою говорит. — М.: Мысль, 1992. — (Аннотированный тематический план выпуска литературы издательства на 1992 год. — М., 1991). — Донецк: ООО «Лебедь», 1996. — 239 с.
- Кентавр: П'єса. — Слов'янськ: Печатный двор, 1999. — 70 с.
- Кіноповість та два есеї. — Слов'янськ: Печатный двор, 2001. — 132 с.
- Естетичний світ педагога: Монографія. — Слов'янськ: ПП «Канцлер», 2005. — 300 с.
- Реальні та метафізичні світи пана Сірого: Філософський роман. — Слов'янськ: Видавець Моторін Б. І., 2010. — 284 с.
- Над рідною хатою гойдався шуліка: Повість. — Слов'янськ: Видавець Моторін Б. І., 2010. — 152 с.
- Спекотне літо 48-го: Повість // Березіль. — 2010. — № 11-12. — С. 85 — 135.
- Естетика праці і виробництва (китайською мовою) // Пекін. — 1986. — 149 с.
- Естетика спілкування. — Пекін, 1987. — 103 с.
- Виховання прекрасним. — Пекін, 1988. — 148 с.
- Реальні та метафізичні світи пана Сірого. Слов'янськ-Донецьк, 2011.

## Сім'я
Федь Анатолій Михайлович має двох синів, які також доктори філософських наук. Федь Ігор Анатолійович (захистив докторську у 2006 р.) — професор Луганського національного університету ім. Т.Шевченка, зав.кафедрою культурології, кіно-телемистецтва, голова Спеціалізованої ради по захисту дисертацій (історія філософії). Федь Володимир Анатолійович (захистив докторську у 2011 р.) працює на кафедрі естетики, історії та культури Слов'янського педуніверситету. Дружина — Федь Інна Іванівна пенсіонер працювала Басейновому управлінні водних ресурсів.